# Inguridia
Inguridia là một chi bướm đêm thuộc họ Noctuidae.